# Djoro-Djoro
Djoro-Djoro est une localité du nord-est de la Côte d'Ivoire, située dans la sous-préfécture de Kouassi-Datèkro, département de Koun-Fao, région du Gontougo, district du Zanzan. La localité de Djoro-Djoro est un chef-lieu de commune.
Au recensement de 2014, Djoro-Djoro compte 1 010 habitants.